# Stelis flexa
Stelis flexa är en orkidéart som beskrevs av Rudolf Schlechter. Stelis flexa ingår i släktet Stelis och familjen orkidéer. Inga underarter finns listade i Catalogue of Life.